# La Fresneda
La Fresneda est une commune d’Espagne, dans la province de Teruel, communauté autonome d'Aragon comarque de Matarraña.

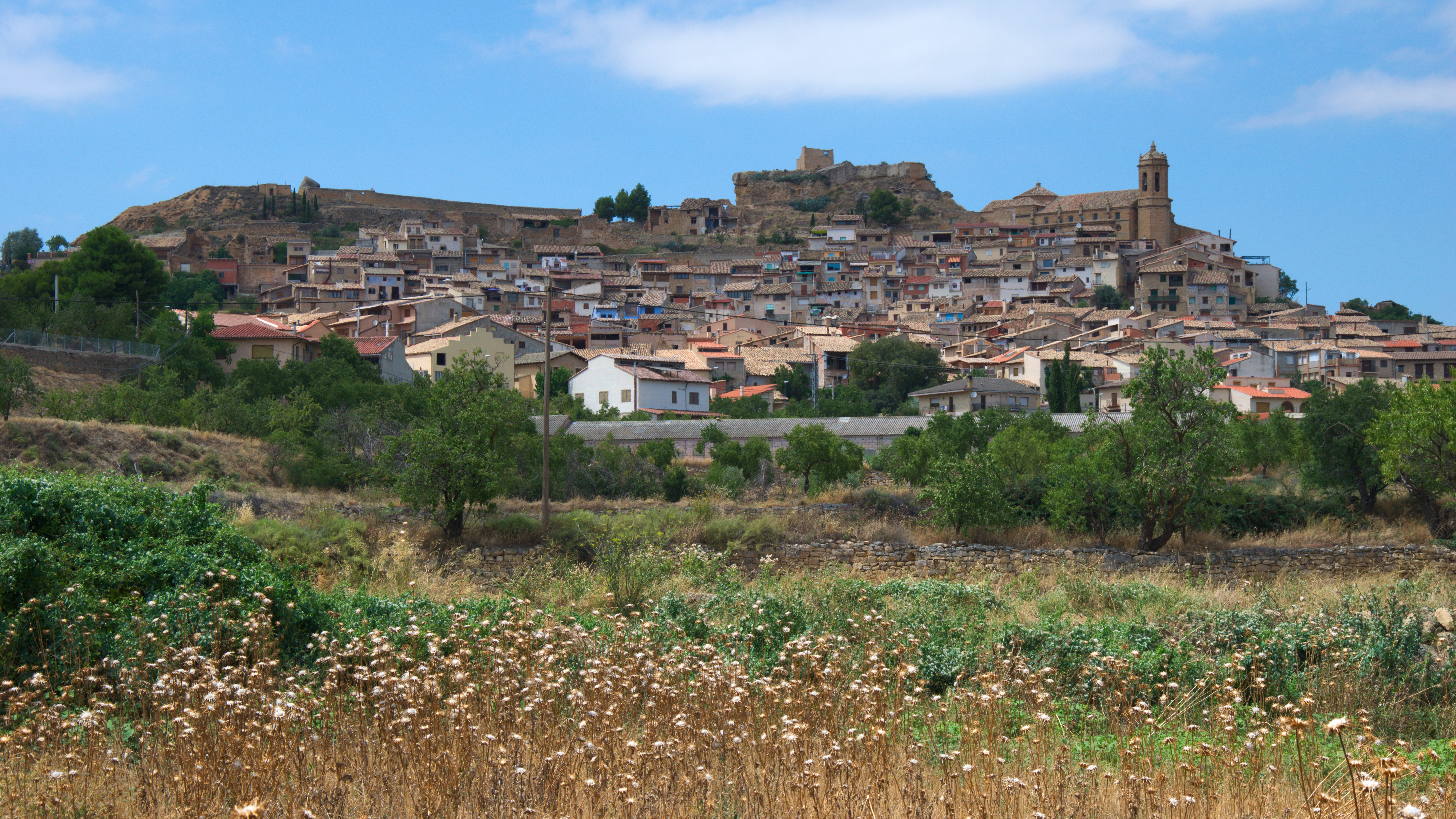
Plan large sur le village de La Fresneda dans la communauté d'Aragon en Espagne

## Histoire
La ville fut conquise en 1170 par Alphonse Ier et a fait partie de la vaste donation que le monarque a fait à l'ordre de Calatrava.
Le 14 décembre 1283, par un document signé à Saragosse, le roi Pierre III va concéder à la Fresneda le titre de ville.
Après la mort de Charles d'Aragon, en juillet 1462, le commandeur de la Fresneda, avec l'aide des habitants du lieu, attaque la ville de Calaceite, fervente partisane du prince.
En 1643, durant la guerre des Segadors, les troupes opposées à Philippe IV de Castille ont assiégé la ville.
Durant la guerre de Succession d'Espagne, en 1706, la ville était aux mains de l'armée autrichienne.
Durant la première guerre Carliste, le général Ramón Cabrera s'est emparé de la Fresneda. À la fin de 1839, Cabrera, avant d'abandonner la Fresneda, fit détruire le château et quelques-uns des édifices fortifiés afin d'éviter leur utilisation par les troupes de Marie-Christine de Bourbon.
En 1911 s'est constitué le Centre Republicà de la Freixneda et cinq ans plus tard est créé le Centre Ouvrier, qui adhère d'abord au Parti Socialiste et est devenu après indépendant. Les propriétaires, de leur côté, fondèrent le Syndicat Catholique Agricole, dans une tentative de s'opposer au rassemblement ouvrier. En 1918 commencèrent les travaux de construction de la maison de la Joventut Freixnedana (Jeunesse de La Fresneda). En 1923, le Centre Ouvrier fut fermé par ordre du gouvernement et n'a pu ouvrir qu'à la fin de 1925. En 1929, le groupe artistique est créé au sein du Centre Ouvrier, .
En 1931, le Centre Ouvrier était contrôlé par la CNT et, lorsque s'est produit le soulèvement de 1933, son local fut saccagé le 8 décembre. En 1936 la Fresneda est demeurée fidèle à la République et a constitué le comité révolutionnaire. On décréta la collectivisation des terres et l'abolition de la monnaie d'état, qui fut remplacée par une monnaie locale. À la fin de la guerre civile,en 1939, beaucoup de personnes ont émigré. Entre 1939 et 1947, on a pu enregistrer des mouvements de guérilla dans la région.

## Démographie
| 1996 | 1996 | 2001 | 2004 | 2008 |
| ---- | ---- | ---- | ---- | ---- |
| 480  | 435  | 419  | 451  | 480  |

## Lieux et monuments
- Le centre urbain, autrefois entouré de murailles, possède en son centre une grande place à laquelle on accède depuis la porte de Xifré, l'unique qui subsiste.
- La mairie est un remarquable édifice de style renaissance, avec un grand balcon en fer forgé et des gargouilles zoomorphes qui dépassent du toit. Elle conserve quelques éléments de style gothique final.
- L'église paroissiale de Santa María la Mayor, s'élève au-dessus de l'ensemble urbain .c'est un magnifique édifice baroque du XVIe siècle.
- le Palais de la Encomienda est un édifice du XVIe siècle où résidait le commandeur et qui appartenait à l'ordre de Calatrava. La façade est en pierres de taille, qui a pris une couleur dorée. Au-dessus de la porte on trouve l'écu des armes. Le premier étage possède quatre grands balcons avec des rampes en fer forgé.

## Fêtes
- La fête de Nuestra Señora de Gracia, patronne de La Fresneda, se célèbre le 8 septembre.
- Les habitants viennent en pèlerinage au Sanctuaire de la Patronne le premier mai.

## Divers
En 1995, une partie du film Libertarias du réalisateur Vicente Aranda a été tournée à La Fresneda.